# Phêrô Nguyễn Văn Tường

Ba linh mục Phêrô Nguyễn Văn Tường, Phêrô Đậu Quang Lĩnh và Gioan Baotixita Nguyễn Thần Đồng trước phiên tòa đại hình ngày 18 tháng 10 năm 1909. Linh mục Tường là người đeo gông phía ngoài bên trái.

Phêrô Nguyễn Văn Tường (1852-1917) là một linh mục Công giáo Việt Nam và là một nhà chí sĩ cách mạng Việt Nam đầu thế kỷ XX. Ông là một trong những lãnh đạo của "Duy Tân giáo đồ hội", một tổ chức gồm các tín đồ Công giáo Việt Nam yêu nước hoạt động trong Phong trào Đông Du và Phong trào Duy Tân.

## Cuộc đời
Linh mục Phêrô Nguyễn Văn Tường sinh năm 1852 tại làng Xuân Yên, tổng Phú Hậu, huyện Quỳnh Lưu, phủ Diễn Châu, tỉnh Nghệ An (nay thuộc xã Quỳnh Yên, huyện Quỳnh Lưu, tỉnh Nghệ An), thuộc giáo xứ Cẩm Trường, giáo hạt Thuận Nghĩa, giáo phận Vinh. Thời trẻ, ông theo học chủng sinh ở Chủng viện, thụ phong chức linh mục năm 1892, lúc tròn 40 tuổi.
Sau khi thục phong chức linh mục không lâu, ông được Giám mục Louis-Marie Pineau Trị bổ làm Quản lý Tòa Giám mục Giáo phận Tông tòa Nam Đàng Ngoài. Đây là một chức vụ rất quan trọng trong giáo phận, mà trước đó chỉ có linh mục người Pháp mới được bổ dụng. Cần nói thêm là Giám mục Pineau Trị là người có quan điểm rất tiến bộ so với hàng giáo sĩ Pháp tại Việt Nam thời bấy giờ. Ba vị trí quan trọng trong Tòa Giám mục Xã Đoài được ông trao cho các linh mục người Việt coi giữ, gồm Phêrô Nguyễn Văn Tường (Quản lý Tòa Giám mục), Phêrô Đậu Quang Lĩnh (Bí thư Tòa Giám mục) và Gioan Baotixita Nguyễn Thần Đồng (Linh mục Nhà thờ chính tòa).
Tuy vậy, những giáo sĩ Pháp có quan điểm tiến bộ như Giám mục Pineau Trị là rất hiếm hoi. Dưới sự cai trị của thực dân Pháp, sự bất công thể hiện rõ đối với người bản xứ, kể cả giữa các đạo hữu thừa sai là người Pháp với các giáo sĩ người Việt.
Vì vậy, không lâu sau, ông gia nhập với giáo sĩ bản xứ có cùng chí hướng trong giáo phận như các linh mục Đồng, Lĩnh, thầy giảng Gioan Baotixita Mai Văn Châu... hình thành nhóm tín đồ có xu hướng ủng hộ Phong trào Duy Tân. Khoảng cuối năm 1904 đầu năm 1905, các ông hình thành một tổ chức cách mạng lấy tên là "Duy Tân giáo đồ hội", đứng đầu là các linh mục Tường, Đồng, Lĩnh hoạt động theo tôn chỉ của Hội Duy Tân do Phan Bội Châu lãnh đạo. Hội đã đóng vai trò quan trọng trong việc sửa chữa sai lầm của phong trào Cần Vương về khẩu hiệu "Bình Tây sát Tả" ("Sát Tả" tức là giết những người theo đạo Thiên chúa), vì vậy đã xóa bỏ được các hận thù Lương - Giáo và quy tụ được nhiều giáo dân tham gia phong trào Duy Tân.
Tuy nhiên, chính quyền thực dân Pháp đã sớm chú ý các hoạt động yêu nước trong phong trào Đông Du và Duy Tân. Tháng 6 năm 1909, chính quyền thực dân Pháp đã bắt giam 3 linh mục lãnh đạo Duy Tân giáo đồ hội, cùng nhiều giáo dân tham gia Hội. Ngày 21 tháng 10 năm 1909, cả ba ông bị kết án 9 năm tù khổ sai biệt xứ và bị đày ra Côn Đảo. Do việc này mà Giám mục Pineau Trị cũng bị liên lụy, bị triệu hồi về Pháp và bị ép buộc phải từ chức
Do sức khỏe yếu và điều kiện lưu đày khắc nghiệt, ông qua đời tại nơi lưu đày ngày 25 tháng 6 năm 1917.